# The Daughters of Senor Lopez
The Daughters of Senor Lopez è un cortometraggio muto del 1912 diretto da Allan Dwan.

## Produzione
Il film fu prodotto dalla Flying A (American Film Manufacturing Company).

## Distribuzione
Distribuito dalla Film Supply Company, il film - un cortometraggio in una bobina - uscì nelle sale cinematografiche USA il 16 dicembre 1912. Nelle sale britanniche venne distribuito il 12 febbraio 1913.